# Острів Леонтьєва
О́стрів Лео́нтьєва (рос. Остров Леонтьева, якут. Леонтьев арыыта) — невеликий острів у Східносибірському морі, є частиною Ведмежих островів. Територіально відноситься до Республіки Саха, Росія.
Висота острова сягає 79 м в центрі — гора Шапка та зменшується до 31 м на півночі й 44 м на півдні.
Протокою Мелєхова острів відокремлюється від острова Хрестовського, протокою Північною — від острова Пушкарьова, протокою Східною — від острова Чотирьохстовпового.
Має видовжену із північного заходу на південний схід неправильну форму. Звужений на півдні та розширений на півдні, на сході та півночі виділяються 2 півострови, які утворюють бухти Лагерну на заході та Опасну на сході.
Береги в основному скелясті та високі, на північному заході та південному сході — низинні та болотисті. Є декілька струмків.
| Росія | Це незавершена стаття з географії Росії. Ви можете допомогти проєкту, виправивши або дописавши її. |